# ドミニカ国議会
ドミニカ国議会（ドミニカこくぎかい、英語: House of Assembly of Dominica）は、ドミニカ国の立法府である。

## 概要
一院制。定数は30ないし32（議長および法務長官が議会外から選出されるか否かによって増減する）で、このうち21議席が小選挙区制の直接選挙で選出される。そのほかの議員は、議会の指名に基づき大統領が選出する。任期は5年。